# جون غولد
جون غولد (بالإنجليزية: John Gould)‏ (14 سبتمبر 1804 -3 فبراير  1881) عالم طيور وفنان طيور إنجليزي، حائز على زمالة الجمعية الملكية. نشر عددًا من الدراسات عن الطيور، موضحة بلوحات أنتجها بمساعدة زوجته إليزابيث غولد والعديد من الفنانين الآخرين، من بينهم إدوارد لير، وهنري كونستانتين ريتشر، وجوزيف وولف، وويليام ماثيو هارت. اعتبر والد دراسة الطيور في أستراليا، وسميت رابطة غولد في أستراليا تيمنًا به. لعب تعريفه للطيور الملقبة الآن «عصافير داروين» دورًا في بداية نظرية التطور لداروين عن طريق الاصطفاء الطبيعي.  أشار تشارلز داروين إلى عمل غولد في كتابه، أصل الأنواع.

## النشأة
ولد غولد في لايم ريجيس، وهو الابن الأول لبستاني. ربما حصل كل من الأب والابن على القليل من التعليم. حصل الأب على منصب في ملكية بالقرب من غلدفورد، سري، ثم في عام 1818 أصبح غولد سنر رئيس العمال في الحدائق الملكية في وندسور. كان لبعض الوقت تحت رعاية جاي. تي. أيتون، من الحدائق الملكية في وندسور. بدأ غولد الشاب تدريبه كبستاني، إذ عمل تحت إشراف والده في وندسور منذ عام 1818 وحتى عام 1824، وبعد ذلك أصبح بستانيًا في قلعة ريبلي في يوركشاير. أصبح خبيرًا في فن تحنيط الحيوانات. في عام 1824 أسس نفسه للعمل في لندن كخبير تحنيط، وساعدته مهارته في أن يصبح أول أمين وحافظ في متحف جمعية علم الحيوان في لندن في عام 1827.

## البحوث والأعمال المنشورة
منصب غولد جعله على اتصال مع علماء الطبيعة البارزين في البلاد. هذا يعني أنه غالبًا ما كان أول من يرى مجموعات جديدة من الطيور تُمنح لجمعية علم الحيوان في لندن. في عام 1830 وصلت مجموعة من الطيور من جبال الهيمالايا، ولم يسبق أن وصف العديد منها. نشر غولد هذه الطيور في كتاب قرن من الطيور من جبال الهيمالايا (1830-1832). كان النص من تأليف نيكولاس أيلوارد فيغورز، ورسمت إليزابيث كوكسن غولد، زوجة غولد، الرسوم والطباعة الحجرية. كانت معظم أعمال غولد عبارة عن رسومات تقريبية على الورق ابتكر منها فنانون آخرون اللوحات الحجرية.
تبع هذا العمل أربعة أعمال أخرى في السنوات السبع التالية، من بينها طيور أوروبا في خمسة مجلدات. اكتمل في عام 1837، كتب غولد النص، وحرره كاتبه إدوين برينس. رسمت إليزابيث كوكسن غولد اللوحات وطبعتها. رسم إدوارد لير بعض الرسوم التوضيحية كجزء من كتابه الرسوم التوضيحية لعائلة الببغاوات في عام 1832. لكن لير كان يعاني من صعوبات مالية، وباع المجموعة الكاملة من المطبوعات الحجرية لغولد. نُشرت الكتب بحجم كبير للغاية، على شكل صحيفة إمبراطورية، بألواح ملونة رائعة. في النهاية نُشر 41 مجلدًا من هذه المجلدات، مع نحو 3000 لوحة. ظهرت في أجزاء بسعر ثلاثة جنيهات إسترلينية، وعدد منها كان مشتركًا مقدمًا، ورغم التكاليف الباهظة المترتبة على إعداد اللوحات، نجح غولد في دفع أجور مشاريعه، محققًا بذلك ثروة كبيرة. كانت هذه فترة مزدحمة لغولد الذي نشر أيضًا أيكونز أفيوم في جزأين يحتويان على 18 ورقة من دراسات الطيور وعلى لوحات يبلغ حجمها 54 سم كمكمل لأعماله السابقة. لم ينشر أي دراسات أخرى لأنه في عام 1838 انتقل هو وزوجته إلى أستراليا للعمل على طيور أستراليا. بعد وقت قصير من عودتهم إلى إنجلترا، توفيت زوجته عام 1841.  أكملت إليزابيث غولد 84 لوحة لطيور أستراليا قبل وفاتها.

## أنواع شهيرة تم وصفها
الأنواع الموصوفة من قبل جون غولد عديدة للغاية، لذا فإن القائمة التالية تقدم فقط أكثر الأنواع المعروفة:
- عصفور النجمة - Neochmia ruficauda (غولد، في 1837).
- عصفور برقوقي الرأس - Neochmia modesta (غولد، في 1837)
- عصفور أسود الحنجرة - Poephila cincta (غولد، في 1837)
- عصفور ذو الذيل الطويل - Poephila acuticauda (غولد، في1840)
- حسون غولديان - Erythrura gouldiae
- عريض المنقار ذو الصدر الفضي - Serilophus lunatus (غولد، في 1834)
- آكل العسل أبيض الحنجرة
- آكل العسل أصهب الحنجرة
- إوز التُندرا - Anser serrirostris (غولد، 1852)

## روابط خارجية
- جون غولد على موقع الموسوعة البريطانية (الإنجليزية)